# Neolophonotus depilis
Neolophonotus depilis är en tvåvingeart som beskrevs av Jason Gilbert Hayden Londt 1986. Neolophonotus depilis ingår i släktet Neolophonotus och familjen rovflugor. Inga underarter finns listade i Catalogue of Life.